# Pneumocystis
Pneumocystis es un género de hongos micróscopicos perteneciente a la clase Pneumocystidomycetes de la división Ascomycota. Su nombre deriva de (“Pneumo-“ debido a su parasitismo sobre el pulmón, y “-cystis” por su morfología en forma de quiste).

## Descripción
Los organismos de este género se caracterizan por presentar una forma quística de 4-7 µm de diámetro, la cual contiene en su interior un total de 8 ascosporas que darán lugar a su forma trófica. Este hongo es de importancia médica ya que las distintas especies del género atacan principalmente los pulmones de diversos animales (incluyendo a los humanos), sobre todo a pacientes con sistemas inmunológicos deprimidos, produciendo pneumocystosis.

### Importancia de la pared celular en el estadio quístico dePneumocystis
Se ha estudiado que los azúcares presentes en la pared celular del estadio quístico de Pneumocystis juegan un papel importante para mediar la interacción con sus hospederos. Además, forman una barrera permeable alrededor del quiste, que sirve como protección del mismo.

## Ciclo de vida
En la forma trófica (2n) las células de Pneumocystis se encuentran adheridas a las células hospederas. La forma trófica se convierte en el esporocito inmaduro (en forma de quiste), el cual presenta el complejo sinaptonémico. La división nuclear (R!) permite que desde el esporocito intermedio comiencen a formarse las ascosporas (n). Estas ascosporas son capaces de abandonar el quiste para adherirse a su hospedero, aquí ocurre la conjugación (n+n) donde posteriormente ocurrirá la plasmogamia y dará lugar a la forma trófica (2n) para comenzar de nuevo con el ciclo de vida.

## Historia
Carlos Chagas observó por primera vez en 1909 los organismos de Pneumocystis al investigar una nueva enfermedad que afectaba a trabajadores en Minas Gerais, Brasil. Al observar estos microorganismos en el microscopio interpretó erróneamente que se trataba de un estadio en el ciclo de vida de Trypanosoma cruzi, en formas esquizogónicas. Posteriormente, Antonio Carini realizó una descripción similar sobre la formación de quistes en los pulmones de ratas.
En 1912 Chagas y Carini decidieron colaborar para investigar más sobre estos microorganismos, identificando así que no correspondían a Trypanosoma cruzi, sino a una nueva especie de un nuevo género. A esta especie la denominaron como Pneumocystis carinii, en honor al doctor Antonio Carini. Sin embargo, agruparon a este género dentro del reino Protista, cosa que años más tarde se supo fue un error.
Hasta 1970, gracias a la microscopía electrónica y a los métodos de tinción existentes, se lograron aislar anticuerpos de sueros de ratas que no reaccionaban con microorganismos del género Pneumocystis obtenidos en humanos, pero sí reaccionaban con microorganismos de Pneumocystis obtenidos en ratas. Estas diferencias inmunológicas permitieron que Frenkel planteara en 1976 la hipótesis de que se trataba de dos especies diferentes. Por lo que propuso cambiar el nombre de Pneumocystis carinii que afectaba a los humanos, a Pneumocystis jirovecci. Dejando así el nombre de Pneumocystis carinni a los microorganismos que afectaban a las ratas, dividiendo por primera vez al género en dos especies distintas.
Posteriormente, en 1981 durante la epidemia del sida en Estados Unidos, se detectó que Pneumocystis era uno de los principales patógenos oportunistas que afectaban a pacientes con sistemas inmunológicos deprimidos.

### Del reino Protista al reino Fungi
Hasta finales del siglo XX se creía todavía que Pneumocystis era un protozoo debido a su parecido morfológico con microorganismos del reino Protista, como Trypanosoma cruzi. Sin embargo, al estudiarla a nivel molecular se tuvo la suficiente evidencia para agruparla en el reino Fungi. Esta evidencia se basó en la secuencia de su genoma mitocondrial, la secuencia de su ARN ribosomal, la homología de su ADN con el del hongo Monascus purpureus, y la presencia de un epítopo específico de los hongos. Además, se logró realizar el crecimiento (limitado) de colonias de Pneumocystis jirovecci en cultivos axénicos para crecimiento fungal.

### Especies del géneroPneumocystis
Después de la propuesta de Frekel en 1976 para dividir al género en dos especies (P. jirovecii y P. carinii) debido a que cada uno parasitaba a una especie específica del reino Animalia, y gracias a técnicas moleculares que revelaron la existencia de una gran diversidad genómica de organismos del género Pneumocystis aislados de distintas especies animales, se demostró que estos microorganismos tienen una alta especificidad por su hospedero. Debido a esto, en el “Tercer Taller Internacional sobre Protistas Oportunistas” de 1944, se decidió clasificar como diferentes especies de Pneumocystis a los organismos de este género que parasitan distintas especies de animales, así surgieron las 5 especies conocidas hasta el día de hoy:
- Pneumocystis jirovecci: Parasita humanos (Homo sapiens)
- Pneumocystis carinii: Parasita ratas (Rattus norvegicus)
- Pneumocystis wakafieldiae: Parasita ratas (Rattus norvegicus)
- Pneumocystis murina: Parasita ratones (Mus musculus)
- Pneumocystis oryctolagi: Parasita conejos (Oryctolagos cuniculus)

## Infección dePneumocystis jiroveccien humanos
Como se ha mencionado anteriormente, P. jirovecci es la especie del género Pneumocystis que parasita específicamente a los humanos. Infecta los pulmones causando pneumocystosis. Crea una exudación espumosa en los alveolos pulmonares, la cual induce a la salida de la flema conocida como “esputo”, también causa tos seca y dificultad para respirar. 
El tratamiento para erradicar este parásito ha sido la ingesta de trimetoprim y sulfametoxazol, sin embargo, en los últimos años se han reportado casos de mutaciones que le otorgan resistencia a las células de P. jirovecci. Esto ha impulsado la búsqueda de fármacos que puedan erradicar las cepas resistentes de P. jirovecci, aunque hasta el momento, no se ha encontrado uno definitivo. 